# Carolyn Reidy
Carolyn Reidy, nacida Carolyn Judith Kroll (Washington D. C., 2 de mayo de 1949 - Southampton, Nueva York, 12 de mayo de 2020) fue una ejecutiva estadounidense, presidenta y CEO de la editorial estadounidense Simon & Schuster. Ha sido la única mujer en estar al frente de una de las cinco grandes editoriales estadounidenses.

## Biografía

### Juventud y formación
Carolyn Judith Kroll era hija de Henry August Kroll y su esposa, Mildred Josephine Mencke. Aunque nació en Washington D. C., creció en Silver Spring (Maryland). Realizó sus estudios elementales en Middlebury College, y posteriormente en la Universidad de Indiana realizó su licenciatura y los estudios de posgrado. Allí obtuvo un Ph.D. en inglés en 1982. Su tesis se tituló: El lector como personaje en la novela de la Gran Victoria: estudios de la relación lector / escritor en Vanity Fair, Way We Live Now, Middlemarch y The Egoist. El asesor doctoral de Reidy fue Donald Gray.

### Carrera
Comenzó su carrera profesional en 1974, en Random House en el departamento de derechos subsidiarios, y eventualmente se convirtió en editor asociado y editor de su subdivisión, Vintage Books. Luego pasó a ser editor y presidente de Avon Books.
En 1992, se unió a Simon & Schuster como presidenta de su División de Comercio. En 2001 se convirtió en presidenta del Grupo de Publicación de Adultos. Y finalmente, en 2008 fue nombrada directora ejecutiva de toda la editorial. Su labor al frente de la editorial −en la que han publicado autores como: María Dueñas,  Javier Sierra o Guillermo Arriaga−, contribuyó notablemente a su expansión, pese a un entorno adverso con la digitalización y al lento crecimiento de ventas en papel.

### Fallecimiento
Falleció a los setenta a causa de un infarto de miocardio el 12 de mayo de 2020 en Southampton, Nueva York .

### Reconocimientos
- Persona del año (2017). Premio otorgado por la industria editorial estadounidense, en reconocimiento a su capacidad de liderazgo.[3]